# Dugommier (metrostation)
Dugommier is een station van de metro in Parijs langs metrolijn 6 in het 12e arrondissement.
De naam verwijst naar Jacques François Dugommier (1738-1794), een Frans generaal, die tot 1785 bekend was onder de naam Coquille. Hij was de aanvoerder van de troepen die Toulon heroverden. Hij werd gedood in de Slag bij San-Lorenzo de la Muga in Catalonië.

## Geschiedenis
Het station werd op 1 maart 1909 geopend als het station Charenton, bij de opening van metrolijn 6 tussen station Place d'Italie en station Nation. Op 12 juli 1939 werd de naam veranderd in de huidige naam, waarschijnlijk om verwarring te voorkomen met de plaats Charenton-le-Pont aan het eind van metrolijn 8.

## Aansluitingen
- Bus RATP: 87

## In de omgeving
- Gemeentehuis van het 12e arrondissement
- Promenade plantée

Charles de Gaulle - Étoile · Kléber · Boissière · Trocadéro · Passy · Bir-Hakeim · Dupleix · La Motte-Picquet - Grenelle · Cambronne · Sèvres - Lecourbe · Pasteur · Montparnasse - Bienvenüe · Edgar Quinet · Raspail · Denfert-Rochereau · Saint-Jacques · Glacière · Corvisart · Place d'Italie · Nationale · Chevaleret · Quai de la Gare · Bercy · Dugommier · Daumesnil · Bel-Air · Picpus · Nation